# Людина з гумовою головою
«Людина з гумовою головою» (фр. L'Homme à la tête en caoutchouc), також відомий як «Надута голова» — французький короткометражний німий фільм 1901 року Жоржа Мельєса. У фільмі сам Мельєс знявся у ролі аптекара, який роздуває копію власної голови до величезних розмірів, але не може змусити свого помічника виконати цей трюк так само майстерно. Спеціальний ефект надутої голови, створений за допомогою нової комбінації спеціально створеного рухомого обладнання та мультиекспозиції, викликає сучасний великий план і займає знакове місце серед робіт Мельєса.

## Сюжет
У лабораторії аптекар планує новий експеримент. Поклавши на стіл живий дублікат власної голови, він за допомогою міху роздуває голову до гігантських розмірів. Голова насолоджується тим, що корчить гримаси та сміється разом із аптекарем, який потім завершує експеримент, випускаючи повітря та повертаючи голову до нормального стану.
Потім аптекар намагається змусити свого помічника відтворити експеримент, але помічник надуває голову надто сильно, і вона вибухає в клубі диму. Розлючений аптекар виганяє помічника з кімнати.

## Виробництво
Мельєс з'являється у фільмі як аптекар і як його дублікат голови. Для створення ілюзії розширеної голови Мельєс спочатку зняв на відео навколишню дію на лабораторному знімальному майданчику. Потім він оточив свою голову чорним фоном і використовував спеціально побудований пандус, щоб пересуватися, сидячи в кріслі з регульованим блоком, поступово наближаючись до нерухомої камери. Використовуючи заздалегідь обчислені відстані, помічник перефокусував об'єктив камери в режимі реального часу під час руху голови, щоб обличчя Мельєса залишалося у фокусі. Мельєс вирішив рухатися до камери, а не навпаки (як у техніці, яку пізніше назвали трекінг-зйомкою), щоб переконатися, що його голова сидить на стільниці та залишатиметься на одній лінії з нею протягом усього процесу росту.
Камера Мельєса записала голову, що розширювалася, безпосередньо на той самий шматок негативу плівки, на якому була знята лабораторна дія, створюючи мультиекспозицію, під час якої голова накладалася на порожню ділянку знімального майданчика. Переміщення крісла вперед і назад по рампі було ретельно синхронізовано відповідно до попередньо записаної дії. Інші спецефекти, використані у фільмі — це замісні спайки та піротехніка.

## Звільнення та прийом
«Людина з гумовою головою» була випущена компанією Star Film Company і позначена номерами 382—383 у своїх каталогах, де вона рекламувалася як велике нововведення (фр. grande nouveauté). Фільм в американських каталогах отримав назву «Людина з гумовою головою», а в британських — «Надута голова».
Фільм є однією з найвідоміших робіт Мельєса. Деякі історики стверджують, що це ранній приклад великого плану у кінематографі; однак, оскільки голова має виглядати гігантською, а не просто близькою до глядача, інші заперечують це тлумачення.